# Райденгаузен
Райденгаузен (нім. Reidenhausen) — громада в Німеччині, розташована в землі Рейнланд-Пфальц. Входить до складу району Кохем-Целль. Складова частина об'єднання громад Цель.
Площа — 2,06 км2. Населення становить 171 ос. (станом на 31 грудня 2020).